# Dalima variaria
Dalima variaria là một loài bướm đêm trong họ Geometridae.